# ヤヌスグリーン
ヤヌスグリーン (janus green) とは、分子生物学や生化学の試験研究で用いられる色素の一種。ミトコンドリアの染色に用いられる。フェナジン構造とアゾベンゼンの構造を持ち、分子式は C30H31N6Cl、CAS登録番号は [2869-83-2]。酸素のある環境下では酸化されて青に、そうでなければ還元されてピンク色に発色する。